# Хотогойтское ханство

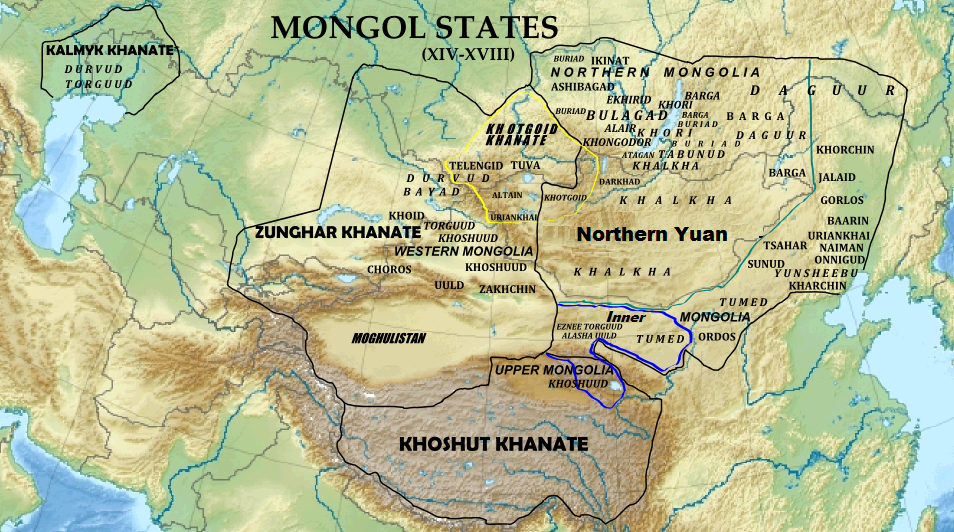
Карта Хотогойтского ханства и других монгольских государств в то время

Хотогойтское ханство — это монгольское государственное образование, существовавшее в XVI—XVII веках на территории современной Монголии, части России (Республики Алтай и Тува) и части Китая (Синьцзян). Оно образовалось в результате распада Юаньской империи и борьбы различных монгольских племён за влияние.

## Правители Хотогойтского ханства
- Шолой Убаши, сын Тумэндары, сына Ашихая, Дархан-хунтайджи Халхи; и Убаши-хунтайджи хотогойтов (?—1627).
- Омбо Эрдэни, сын Шолоя Убаши, Бадма Эрдэни-хунтайджи хотогойтов (1627—1657).
- Ловсан, сын Омбо Эрдэни, Сайн Эринчин-хунтайджи хотогойтов (1657—1686).
- Гэндун, сын Омбо-Эрдэни, Эрдэни Дайчин-хунтайджи хотогойтов (1686—1697).
- Сэнжав, сын Гэндуна, хунтайджи хотогойтов (1697—1703).[1]

## Титул правителей
Алтан-хан (монг., буквально — «золотой хан») — в XVI—XVII веках титул правителей хотогойтов из младшей ветви Дзасагту-ханов в Северо-Западной Монголии.
По происхождению чингизиды и младшая ветвь потомков Гэрсэндзэ.

## История
Впервые хотогойты упоминаются в монгольской истории в произведении «История Шолой Убаши-хунтайджи». В этом произведении они упоминаются в связи с именем ойратского Хара-Хулы, что по мнению исследователей может свидетельствовать о том, что изначально хотогойты входили в состав ойратов. Некоторые исследователи считают хотогойтов омонголившимися тюрками, другие полагают, что они халхаcкого происхождения. Существуют и другие мнения о их происхождении.
Основателем государства хотогойтов и первым Алтан-ханом был Шолой Убаши-хунтайджи (1567—1627). Его владения располагались в северо-западной части Халхи, между озёрами Хубсугул и Убсу-Нур. На рубеже XVI—XVII веков Шолой Убаши присоединил к своим владениям территорию Урянхая и обложил данью население Хонгорай. Преемник Шолоя Убаши — Омбо-Эрдени (1627—1657) для усиления своих позиций в Южной Сибири в 1652 году совершил опустошительный набег в Хонгорай.
Третий Алтан-хан Ловсан (Ловсан-тайджи) (1657—1686) вторгался в Хонгорай в 1657 и 1663 годах. В 1667 году он потерпел там поражение от джунгарского правителя Сенге-тайджи, попал в плен, освободился и окончил свои дни в свите цинского императора. После поражения 1667 года государство Алтан-ханов фактически перестало существовать,.
В 1688 году на Хурин-Бальчжирском съезде халха-монгольских князей Алтан-ханом вместо Ловсана был избран его брат Гендун-Дайчин. После присоединения Халха-Монголии к Империи Цин (1691) титул Алтан-ханов был отменён.

## Современность
В настоящее время хотогойты населяют сомоны Нумрег, Баянхайрхан, Баянтэс аймака Завхан (1,4 % общей численности хотогойтов), сомоны Цэцэрлэг, Цагаан-Уул, Арбулаг, Бурэнтогтох, Тумербулаг (в которых они преобладают), а также сомоны Тунэл, Тосонцэнгэл (где они составляют лишь часть населения, как и в столице аймака Мурэне) в аймаке Хувсгел (86 % общей численности хотогойтов), а также заметная часть хотогойтов (6 %) мигрировала в столицу страны г. Улан-Батор.
Численность хотогойтов в Монголии составляла 8 229 человек на 1 июля 2009 года (0,3 % населения Монголии). По переписи 2010 года численность хотогойтов составила 15 460 человек.
Родоплеменной состав:
В состав хотогойтов входят следующие роды: чулуун, дайртан, охид, хосор, цогунут, онход (онгуд), халиучин, цогдог, хиргис, боржигон, мянгад, хэрдэг, тангуд, тоос, орхид, дуутан, хуушаан, хавхчин, оймууд, бэсуд, тогруутан, их хотогойд, бага хотогойд, бургэд, ундэрийнхон, долоон сувай, хорхойнхон, барга, хариад, арвайнхан, цоохор, зэлмэн (зэлмэн урянхан), дархад, бичээч, башгид, хурниад, тумтэ (тумэт), аягачин, шарнууд, уушгийхан, огниуд, сорс (чорос), хухнууд, ухэр цагааныхан, хэмчигийнхэн, гомжин, хонин онход, ухэр онход, хулан цувдаг, ач хариад, чивчин барга, ухэр барга, долоод, олхонууд, урианхай, хасаг, ундэрнор, цахар, цоогон, мадор (мудар), шар хэрдэг, хар хэрдэг, баргачуул нар, ар тогруутан, увэр тогруутан, хух нохойнхон, оолд тайж, тугчин, хонин хотгойд, буриад, шижинүүд, цувдаг, тодно, мотой, хөхнуур (хух нуур), дотно, авхайнхан, уушин, авгас, харнуд, ураад, боочуул, баатад, бохчууд, ондорнор, хоролмай, шар хиргис, хар хиргис, хорхой нудтэн, зооту. На территории аймака Хэнтий зарегистрированы роды: гоо мухулиг кости хотогойд, мухулиг кости хотогойд.
Хотогойты входят в состав халха-монголов, баятов, дариганга. Хотогойты также отмечены в составе этнических групп бурят: атаганов (род хотогту), ашибагатов, сонголов,хамниган, хонгодоров, балаганских, аларских (род хотогой), селенгинских бурят (хотогойд, хотогту, хотогон, хотокто-юншов).

## Дипломатические отношения с Руссским государством
Алтан-ханы хотогойтские первыми в Халхе вступили в посольские отношения с Русским государством, и основатель хотогойтской династии Шолой Убаши-хунтайджи принимал в 1616 году первого русского посла Василия Тюменца, который оставил подробное описание его владений.
Алтан-хан Ловсан, или Лубсан-тайджи, отправлял в Москву свои послания в 1661 и 1662 годах. Происходил обмен подарками, монголы дарили ценные меха, а русский царь дарил сукно, чаще на значительную сумму. Русское правительство было заинтересовано в поддержании добрососедских отношений с дружественными ханами, но не решалось вмешиваться в их внутренние конфликты. В 1679 году в Посольский приказ был переведён Павел Иванович Кульвинский — штатный переводчик, знавший не только монгольский и калмыцкий языки, но и тибетский язык. Примечательно, что уже в XVII веке Алтан-ханы видели в России союзника в противостоянии с империей Цин.
В письме 1661 года Ловсан предлагает возобновить дипломатические отношения с царём. Также Алтын-хан призывает провести расследование по факту об угрозах задержания в Тобольских острогах ханских послов. Ловсан упомянул и то, что томский воевода говорил о том, что монголы посылают царю мало подарков. Ловсан счёл такое поведение воеводы непочтительным и призывал царя расследовать это дело, и прислал подарки: шкуры тигра, барса, рыси, шесть соболей.
В письме 1662 года Ловсан сообщает о том, что русское посольство было разграблено враждебными хотогойтам монгольскими ханами. Алтан-хан предлагает царю прислать 10 туменов конных ратников (циригов), тогда Ловсан сможет объединить монголов и напасть на маньчжуров. Также хан призывал построить крепость на реке Кем. Ловсан посылает подарки: шёлк и десять соболей.
Царь Алексей Михайлович решил не вмешиваться в усобицы монгольских князей, вопрос о гибели посольства был закрыт. Относительно постройки крепости было принято решение сначала разведать местность, для чего была послана экспедиция во главе с Романом Старковым, который составил чертёж местности, где предполагалось возвести крепость.